# 254-я морская стрелковая бригада
254-я морская стрелковая бригада — воинское соединение СССР в Великой Отечественной войне.
Сформирована 01.08.1942 года на базе 135-го стрелкового полка 14-й стрелковой дивизии, действующего с начала войны в отрыве от основных сил дивизии, обороняя на перешейке на хребте Муста-Тунтури проход на полуострова Средний и Рыбачий, единственное место на всём фронте боевых действий, где враг так и не смог перейти государственную границу Советского Союза. Действовала в составе Северного оборонительного района. В начале сентября 1942 года выведена в тыл войск района, 05.01.1943 года вновь заняла позиции на передовой. С 27.02.1943 года переименована в 254-ю бригаду морской пехоты. Вела позиционные бои и проводила разведывательные операции до сентября 1944 года, когда была расформирована.

## Полное название
254-я морская стрелковая бригада (254-я бригада морской пехоты)

## Подчинение
Как 135-й стрелковый полк с июля 1941 года по август 1942 года
- Карельский фронт, 14-я армия

Как 254-я морская стрелковая бригада (с 27.02.1943 года 254-я бригада морской пехоты) с 01.08.1942 по сентябрь 1944 года.
- Северный флот, Северный оборонительный район

## Состав
- 8-й лыжный батальон

## Командиры
- Косатый Савелий Александрович (с 01.08.1941), подполковник.